# Rameswaram

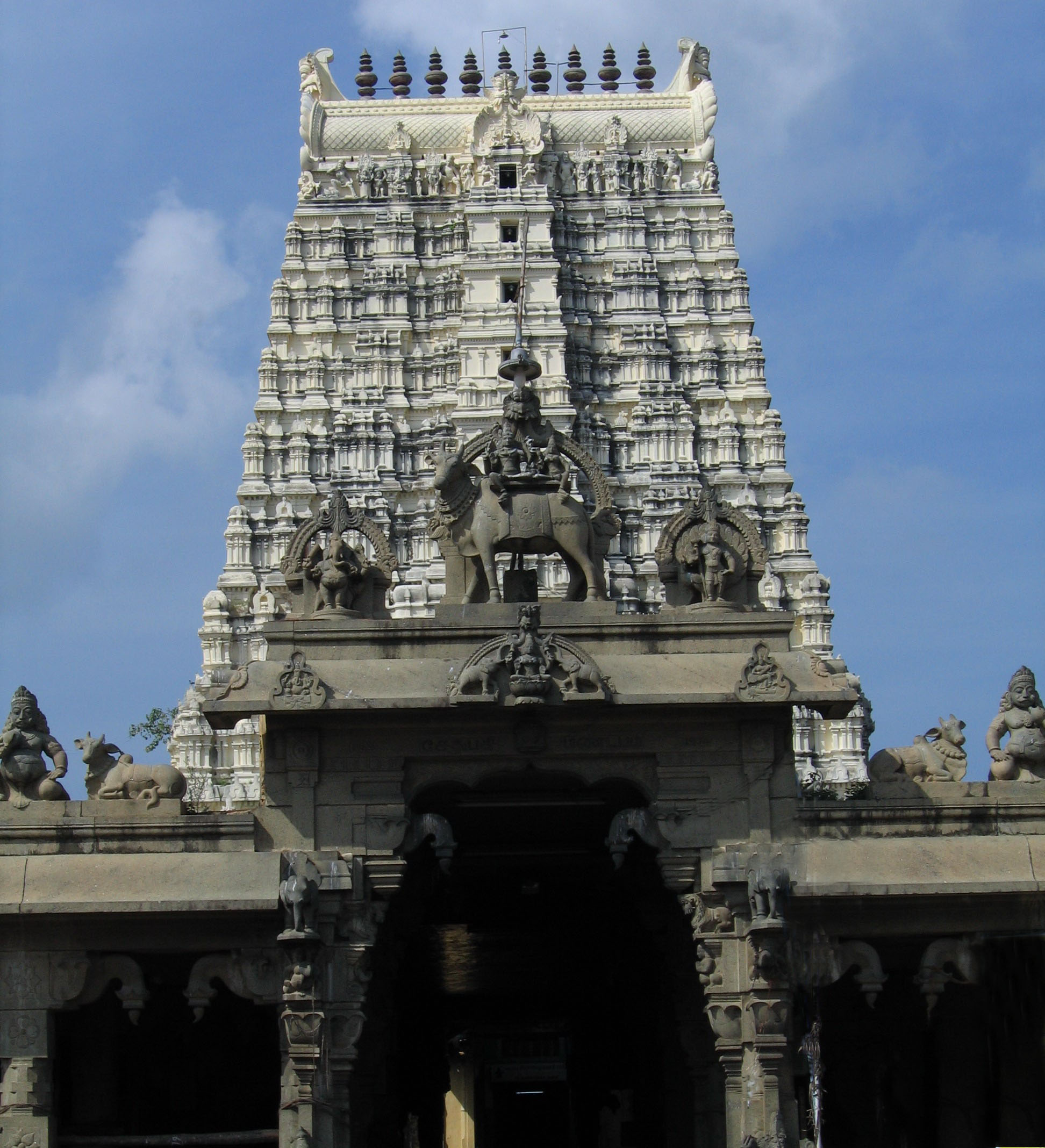
Grup oriental dels Gopuram del temple de Rameswaram

Rameswaram (en tàmil: இராமேஸ்வரம்) és una ciutat del districte de Ramanathapuram a Tamil Nadu en una illa al golf de Mannar relativament propera a la costa de la que la separa el canal de Pambam i a menys de 40 km de la península de Jafna. És una de les ciutats més sagrades de l'Índia. Rama hi hauria construït un pont conegut per Pont d'Adan per anar a Ceilan a rescatar a la seva esposa Sita segrestada per Ravana. El que fou president de l'Índia A.P.J. Abdul Kalam, va néixer a Dhanushkodi, un llogaret a la mateixa illa. La població principal consta al cens del 2001 amb 38.035 habitants. La ciutat inclou diversos temples notables.